# 서부플라이쥐
서부플라이쥐(학명: Otomys occidentalis)는 설치류의 일종이다. 카메룬과 나이지리아에서 발견된다. 자연 서식지는 아열대 또는 열대 기후 지역의 고지대 초원과 습지이다. 서식지 감소로 멸종 위협을 받고 있다.